# Grover Hill (Ohio)
Grover Hill es una villa ubicada en el condado de Paulding en el estado estadounidense de Ohio. En el Censo de 2010 tenía una población de 402 habitantes y una densidad poblacional de 564,41 personas por km².

## Geografía
Grover Hill se encuentra ubicada en las coordenadas 41°1′8″N 84°28′39″O / 41.01889, -84.47750. Según la Oficina del Censo de los Estados Unidos, Grover Hill tiene una superficie total de 0.71 km², de la cual 0.71 km² corresponden a tierra firme y (0%) 0 km² es agua.

## Demografía
Según el censo de 2010, había 402 personas residiendo en Grover Hill. La densidad de población era de 564,41 hab./km². De los 402 habitantes, Grover Hill estaba compuesto por el 98.51% blancos, el 0.25% eran afroamericanos, el 0% eran amerindios, el 0% eran asiáticos, el 0% eran isleños del Pacífico, el 0% eran de otras razas y el 1.24% pertenecían a dos o más razas. Del total de la población el 1% eran hispanos o latinos de cualquier raza.